# Photedes transversa
Photedes transversa là một loài bướm đêm trong họ Noctuidae.